# Мікошув
Мікошув (пол. Mikoszów) — село в Польщі, у гміні Стшелін Стшелінського повіту Нижньосілезького воєводства.
Населення — 222 особи (2011).
У 1975-1998 роках село належало до Вроцлавського воєводства.

## Демографія
Демографічна структура станом на 31 березня 2011 року:
|          | Загалом | Допрацездатний вік | Працездатний вік | Постпрацездатний вік |
| -------- | ------- | ------------------ | ---------------- | -------------------- |
| Чоловіки | 103     | 19                 | 71               | 13                   |
| Жінки    | 119     | 24                 | 67               | 28                   |
| Разом    | 222     | 43                 | 138              | 41                   |